# Така-от історія…
«Ось така історія…» (рос. «Вот такая история...») — радянський художній фільм 1987 року, знятий Творчим об'єднанням «Екран».

## Сюжет
У НДІ на базі старої лабораторії створюються дві нові. Провідні інженери Сергій і Володимир мають рівні можливості очолити їх. Для цього потрібно небагато — допомогти начальству змістити неугодного колишнього керівника…

## У ролях
- Андрій Харитонов — Сергій Миколайович Кратов
- Валерій Хромушкін — Володя Никонов, Володимир Олексійович
- Ірина Алфьорова — Галя
- Вадим Лобанов — Лев Григорович Бєлих, начальник лабораторії
- Михайло Данилов — Микола Петрович Путінцев, начальник відділу
- Мар'яна Полтєва — Олена, племінниця директора НДІ Миколи Путінцева
- Станіслав Коренєв — Василь Петрович Путінцев
- Андрій Степанов — Юрій Миколайович
- Олександр Негреба — Віктор
- Олександр Берда — Андрій
- Аріадна Шенгелая — Кратова, мати Сергія
- Євген Марков — Микола Кратов, батько Сергія (озвучив Артем Карапетян)
- Олена Адрузова — Ніна
- Людмила Іванова — бабуся Володі
- Надія Семенцова — мати Галі
- Віталій Максимов — Анатолій
- Олександр Корженков — Міша
- Олександр Стариков — книголюб
- Володимир Горєлов — співробітник інституту
- Павло Махотін — Дмитро Анатолійович, невдалий автолюбитель
- Олександр Марін — Вадим, спекулянт театральними квитками
- Сергій Зуєв — господар квартири на зустрічі одногрупників
- Наталія Григор'єва — господарка квартири, на зустрічі одногрупників

## Знімальна група
- Режисер — Інеса Селезньова
- Сценарист — Роман Солодовников
- Оператор — Темерлан Зельма
- Композитор — Ісаак Шварц